# 都村 (千葉県)
都村（みやこむら）は、かつて千葉県千葉郡に存在した村。1889年（明治22年）町村制施行にともなって編成され、1937年に千葉市へ編入されて消滅した。
現在は千葉市中央区と若葉区にまたがる。

## 歴史

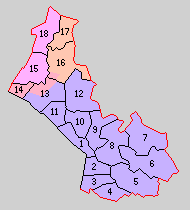
千葉郡（町村制施行時）
1.千葉町 2.蘇我野村 3.生実浜野村 4.椎名村 5.誉田村 6.白井村 7.更科村 8.千城村 9.都村 10.都賀村 11.検見川村 12.犢橋村 13.幕張村 14.津田沼村 15.二宮村 16.大和田村 17.睦村 18.豊富村
現在の行政区画
紫：千葉市 桃：船橋市 赤：習志野市 橙：八千代市

- 1889年4月1日 - 町村制の施行により、辺田村・矢作村・貝塚村・加曽利村・川野辺新田が合併して発足。旧・川野辺新田は大字川野辺となる。村名は将来の繁栄を祈念して命名されたもの（瑞祥地名）[1]。
- 1937年2月11日 - 千葉市に編入され消滅。
- 1938年 - 大字辺田が都町に、大字川野辺が若松町にそれぞれ改称。

当地には加曽利貝塚がある。1887年にはじめて学会に紹介されたこの貝塚は、1907年に東京人類学会によるはじめての発掘調査が行われて以後、大山柏ら考古学者による調査が進められた。1936年には大山史前学研究所による発掘調査が行われ、翌1937年に『史前学雑誌』に「千葉県千葉郡都村加曽利貝塚調査報告」が発表されている。
1922年には千葉県農事試験場が都村に移転した。千葉県農事試験場で品種改良されたスイカは「都1号」などの品種名を持ち、「都系」と呼ばれる。農事試験場（第二次世界大戦後に農業試験場と改称）は、1963年に千葉市大膳野町に移転するまで当地にあった。

## 教育
- 村立都尋常高等小学校（現・千葉市立都小学校)
  - 六方分教場（現・千葉市立若松小学校）